# Równina Dolna
Równina Dolna (deutsch Adlig Unter Plehnen, auch: Unter Plehnen) ist ein Dorf in Polen in der Woiwodschaft Ermland-Masuren. Es liegt im Powiat Kętrzyński und gehört zur Stadt- und Landgemeinde Korsze (Korschen).

## Geographische Lage
Równina Dolna liegt im Norden Polens am linken Ufer der Guber, 700 Meter westlich des Gutes Równina Górna (deutsch Adlig Ober Plehnen). Etwa 17 Kilometer nördlich des Ortes verläuft die Staatsgrenze zur russischen Oblast Kaliningrad.

## Geschichte
Der Ort wurde im 14. Jahrhundert mit einer Fläche von 27 Hufen lokalisiert. Das Dorf war vergleichsweise wohlhabend, was sich an den hohen Abgaben, welche die Einwohner leisten mussten,  ablesen lässt. So hatten die Einwohner jährlich 42,5 Scheffel Roggen, Weizen und Gerste sowie 57 Scheffel Hafer abzuliefern. 1422 wurden drei Schenken sowie eine Mühle erwähnt. 1493 wurde in der Siedlung eine Kirche, die dem Heiligen Laurentius geweiht war errichtet. Ab 1525 wurde sie als evangelische Pfarrkirche genutzt. Im 18. Jahrhundert hatte sich der Ort an beiden Seiten der Guber ausgedehnt, daher erfolgte die Trennung in Ober- und Unter Plehnen.
Zum 30. April 1874 wurde der Gutsbezirk Unter Plehnen Teil des neu gebildeten Amtsbezirkes Paaris (polnisch Parys). Am 30. September 1928 schlossen sich die Gutsbezirke Sdunkeim (Saduny), Adlig Ober Plehnen (Równina Górna) und Adlig Unter Plehnen zur neuen Landgemeinde Plehnen zusammen, die am 23. Mai 1929 aus dem Amtsbezirk Paaris in den Amtsbezirk Dönhofstädt umgegliedert wurde.
1945, am Ende des Zweiten Weltkrieges, marschierte die Rote Armee in die Gegend ein. Als Folge des Krieges wurde das Dorf Teil Polens und es erfolgte die Umbenennung in „Równina Dolna“. Es wurde eine staatliche Landwirtschaftsgesellschaft (Państwowe Gospodarstwo Rolne) gegründet.
1966 bis 1957 fanden bei Równina Dolna archäologische Grabungen statt, bei denen ein Gräberfeld entdeckt wurde, welches vermutlich aus dem 14. Jahrhundert stammt. Es wurden unter anderem 68 mittelalterliche Gräber entdeckt. 1973 wurde das Dorf Teil des Schulzenamtes (Sołectwo) Saduny (Sdunkeim) in der Gemeinde Korsze.

### Einwohnerzahlen
1820 lebten 99 Menschen im Dorf, 1910 waren es 106 und 1928 etwa 100. 1970 wurden 80 Einwohner gezählt. Zuletzt wurden 2004 71 Einwohner registriert.

## Kirche
Im Jahre 1493 soll in hier eine Kapelle errichtet worden sein, die ab 1525 als evangelische Pfarrkirche genutzt worden sei. Diese Angabe ist nicht belegt. Bis 1945 war Adlig Unter Plehnen in die evangelische Kirche Lamgarben (polnisch Garbno) in der Kirchenprovinz Ostpreußen der Kirche der Altpreußischen Union sowie in die katholische Kirche Korschen im Bistum Ermland eingepfarrt.
Równina Dolna nun gehört zur katholischen Pfarrei Garbno (Lamgarben) im jetzigen Erzbistum Ermland, außerdem zur evangelischen Pfarrkirche Kętrzyn (Rastenburg) in der Diözese Masuren der Evangelisch-Augsburgischen Kirche in Polen.

## Burgwall
Zwischen zwei Armen der Guber befindet sich ein Burgwall, der möglicherweise de von Peter von  Dusburg genannten Wiesenburg des Deutschen Ordens entspricht. Nachweisbar ist eine südliche Hauptburg in Form eines 6 m hohen Hügels, umgeben von Wall und Graben. Im Norden war eine Vorburg vorgelagert. Die Schanzenform erinnert zumindest formal an die Bautraditionen des Deutschen Ordens Die zu deutscher Zeit durchgeführten Grabungen wiesen Keramiken aus dem 14. und 15, Jahrhundert nach. Der Kartograph Caspar Hennenberger identifizierte 1595 als erster die als Wiesenburg bezeichnete Befestigung mit dem Burgwall bei Unterplehnen. Von Ausgrabungen im Gräberfeld 1,4 km nördlich des Burgwalls haben sich rund 60 Objekte in der Berliner Prussia-Sammlung erhalten.

## Wirtschaft und Infrastruktur

### Verkehr
Równina Dolna liegt an einer Nebenstraße, welche im Osten nach Równina Górna (Adlig Ober Plehnen) und von dort in nördlicher Richtung nach etwa zwei Kilometern zur Woiwodschaftsstraße 590 führt. In südlicher Richtung führt die Nebenstraße von Równina Dolna über Warnikajmy (Warnikeim) nach etwa sechs Kilometern zur Woiwodschaftsstraße 592, der einstigen deutschen Reichsstraße 135.
Über eine eigene Bahnstation verfügt das Dorf nicht.
Der nächstgelegene internationale Flughafen ist der Flughafen Kaliningrad, der sich etwa 90 Kilometer nordwestlich aber auf russischem Hoheitsgebiet befindet und damit nur sehr eingeschränkt nutzbar ist. Der nächste internationale Flughafen auf polnischem Staatsgebiet ist der etwa 180 Kilometer westlich befindliche Lech-Wałęsa-Flughafen Danzig.